# 千代むすび酒造

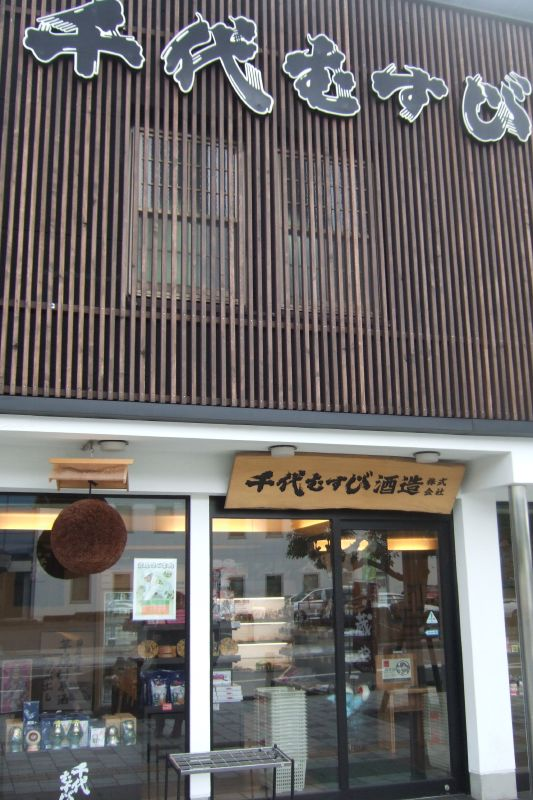
本社直売店・岡空本店玄関

千代むすび酒造株式会社（ちよむすびしゅぞう）は、鳥取県境港市大正町に本社を置く酒類メーカー。

## 概要
境港市唯一の蔵元で、酒蔵・直売所はJR境港駅前の水木しげるロード沿いにある。

## 沿革
- 1865年 - 創業、「日本魂」「岡正宗」の銘柄で販売[1]。
- 1897年 - 岡空醸造所設立[2]。
- 1926年以降（昭和以降） - 銘柄を「千代むすび」に改める。
- 1954年 - 千代むすび酒造株式会社に組織変更。
- 1992年 - 長年酒造（西伯郡淀江町:現・米子市）廃業に伴い、「長年」の銘柄を譲り受ける[3]。
- 1996年 - 酒類問屋の足統（現・国分西日本の一部）と共同出資により地ビール製造の「千代むすびアンド足統ビール株式会社」を設立、1997年から生産開始、「夢みなとビール」「鬼太郎ビール」の銘柄を発売、のちに「夢みなとビール株式会社」に社名変更[4]。
- 2007年 - 地ビール事業を清算。鬼太郎ビールの銘柄は久米桜麦酒へ譲渡。
- 2009年 - 益尾酒造本店（米子市）廃業に伴い、「眞壽鏡」「上代」の銘柄を譲り受ける[5]。
- 2019年 - クラフトジン因伯人を発売。
- 2020年 - 新型コロナウイルス感染症の流行による消毒剤不足により、代用の高濃度アルコール65ウォッカ（飲用可）と医療用アルコール65（飲用不可・酒税非課税）を発売。
- 2021年 - 鳥取県で2社目となるウイスキー製造免許を新規取得[6]。

## 銘柄
日本酒
- 千代むすび
- 長年（ながとし）
- 眞壽鏡（ますかがみ）
- 鬼の舌震い

スパークリング日本酒
- しゅわっと空
- CHIYOMUSUBI SORAH

焼酎
- 本格そば焼酎 すいちょう
- 本格そば焼酎 よもっちぇ
- 本格いも焼酎 浜の芋太なかどり
- ゲゲゲのいも焼酎
- 本格米焼酎 山陰はまかぜ
- 本格麦焼酎 むすびの一番

リキュール
- 梅酒 梅語り
- ねこ娘の梅酒
- ULTRA PEACH
- ULTRA YUZU
- ULTRA MANGO

スピリッツ
- クラフトジン 因伯人（IMPACT）
- クラフトウォッカ 炎人（ENGINE）
- アルコール65ウォッカ

ウイスキー
- 林太郎

ゲゲゲの鬼太郎酒シリーズ
- 鬼太郎キャラクターの瓶、ラベルの貼られた酒を販売している。

医療用アルコール
- アルコール65医療用（飲用不可）

## 登場する作品
- 『ゲゲゲの鬼太郎 (テレビアニメ第6シリーズ)』「第17話、蟹坊主と古の謎」では境港市を舞台としており、大正橋売店が描かれている。看板の銘柄名は「千代むすめ」になっている。